# Enxuí
Protopolybia sedula. é uma espécie de vespa popularmente conhecida como enxuí, cabamirim, lecheguana ou siçuíra. Possui coloração preta com extremidades do abdômen amarelas. Constrói seus ninhos em galhos de árvores, quase esféricos, que medem cerca de 35 cm de comprimento. A espécie encontra-se distribuída pela maior parte da América do Sul, com exceção do Chile
São costumeiramente confundidas com abelhas – por isso enxuí, que do Tupi significa "abelha negra" – por produzirem uma geleia doce semelhante ao mel das abelhas da espécie Apis mellifera.